# Grigorij Gorbacz
Grigorij Fiodorowicz Gorbacz (ros. Григорий Фёдорович Горбач, ur. 9 września?/21 września 1898 we wsi Riaszki w rejonie pryłuckim w guberni połtawskiej, zm. 7 marca 1939) – bolszewik, działacz partyjny i funkcjonariusz radzieckich służb specjalnych, starszy major bezpieczeństwa państwowego.

## Życiorys
Urodzony w biednej ukraińskiej rodzinie chłopskiej, 1912 skończył szkołę w rodzinnej wsi, później pracował w gospodarstwie ojca, w grudniu 1916 wstąpił do SDPRR(b). Od stycznia do czerwca 1918 żołnierz oddziału Czerwonej Gwardii w Pryłukach, od czerwca do sierpnia 1918 szef sztabu miejscowego oddziału czerwonej partyzantki, w sierpniu 1918 aresztowany przez niemieckie władze okupacyjne i do grudnia 1918 był więziony. Od grudnia 1918 do stycznia 1919 towarzysz przewodniczącego podziemnego komitetu rewolucyjnego, później krótko dowódca oddziału partyzanckiego, od stycznia do marca 1919 szef sztabu pryłuckiego garnizonu, od marca do września 1919 członek Kolegium Powiatowej Czeki w Pryłukach, od października 1919 do lutego 1920 komisarz wojskowy 1 pułku piechoty Samodzielnej Czerwonej Uralskiej Dywizji Piechoty. Od lutego do listopada 1920 funkcjonariusz Wydziału Specjalnego 5 Armii, od listopada 1920 do lipca 1921 zastępca szefa Wydziału Specjalnego 9 Armii, od lipca 1921 do kwietnia 1922 szef Wydziału Specjalnego 2 Dywizji Kawalerii im. Blinowa, następnie zastępca szefa Wydziału Specjalnego 5 Armii, 1923 szef Oddziału Kontrwywiadowczego Północnokaukaskiego Okręgu Wojskowego, od września 1923 do maja 1926 szef Wydziału Specjalnego/Wydziału Kontrwywiadowczego terskiego gubernialnego/okręgowego oddziału GPU, od maja 1926 do marca 1927 zastępca szefa, a od marca 1927 do 7 grudnia 1928 pomocnik szefa terskiego okręgowego oddziału GPU. Od 7 grudnia 1928 do 1 października 1930 pomocnik szefa kubańskiego okręgowego oddziału GPU, od 1 października 1930 do 31 marca 1931 pomocnik szefa kubańskiego sektora operacyjnego GPU, od 31 marca 1931 do 27 maja 1933 szef Szachtyńsko-Donieckiego Sektora Operacyjnego GPU, od 27 maja 1934 do 19 stycznia 1934 szef terskiego sektora operacyjnego GPU, od 19 stycznia do 10 lipca 1934 pomocnik pełnomocnego przedstawiciela OGPU Kraju Północnokaukaskiego. Od 31 lipca 1934 do 16 sierpnia 1936 pomocnik szefa Zarządu NKWD Kraju Północnokaukaskiego, od 25 grudnia 1935 major bezpieczeństwa państwowego, od 16 sierpnia 1936 do 13 kwietnia 1937 zastępca szefa Zarządu NKWD Kraju Północnokaukaskiego, od 13 kwietnia do 23 lipca 1937 zastępca szefa Zarządu NKWD Kraju Zachodniosyberyjskiego, od 23 lipca do 19 sierpnia 1937 szef Zarządu NKWD obwodu omskiego. Od 19 sierpnia do 1 października 1937 szef Zarządu NKWD Kraju Zachodniosyberyjskiego, 22 sierpnia 1937 awansowany na starszego majora bezpieczeństwa państwowego, od 1 października 1937 do 13 czerwca 1938 szef Zarządu NKWD obwodu nowosybirskiego (faktycznie wyjechał z Nowosybirska już na początku maja 1938), od 13 czerwca do 28 listopada 1938 szef Zarządu NKWD Kraju Dalekowschodniego/Kraju Chabarowskiego. Deputowany do Rady Najwyższej ZSRR 1 kadencji.
28 listopada 1938 aresztowany, 7 marca 1939 skazany na śmierć przez Kolegium Wojskowe Sądu Najwyższego ZSRR i rozstrzelany.

## Odznaczenia
- Order Lenina (11 lipca 1937)
- Medal jubileuszowy „XX lat Robotniczo-Chłopskiej Armii Czerwonej” (22 lutego 1938)
- Odznaka "Honorowy Funkcjonariusz Czeki/GPU (V)" (1930)
- Odznaka "Honorowy Funkcjonariusz Czeki/GPU (XV)" (1934)